# 台湾鉄路管理局EMU800型電車
台湾鉄路公司EMU800型電車とは台湾鉄路管理局（現台湾鉄路公司）が配備する新形式の交流電車である。
六家線、沙崙線の開業や、花東線電化、および西部幹線における捷運化政策による中短距離輸送などで需要増加が見込まれるものの、現行保有車両数では不十分な情勢のため、2007年に購入した20編成40組160両のEMU700型電車が好評を受けたことで追加配備が計画された。
台鉄では1995年に344両を配備したEMU500型電車購入に次ぐ、近年では最多数の配備計画となる電車である。2015年6月9日、円安の進行により当初導入予算の剰余が生じたため、台湾鉄路管理局はEMU800型の増備を決定し、2016年8月より配備を開始した。増備後の車両数はEMU500型の車両数と同数となる。

## 歴史

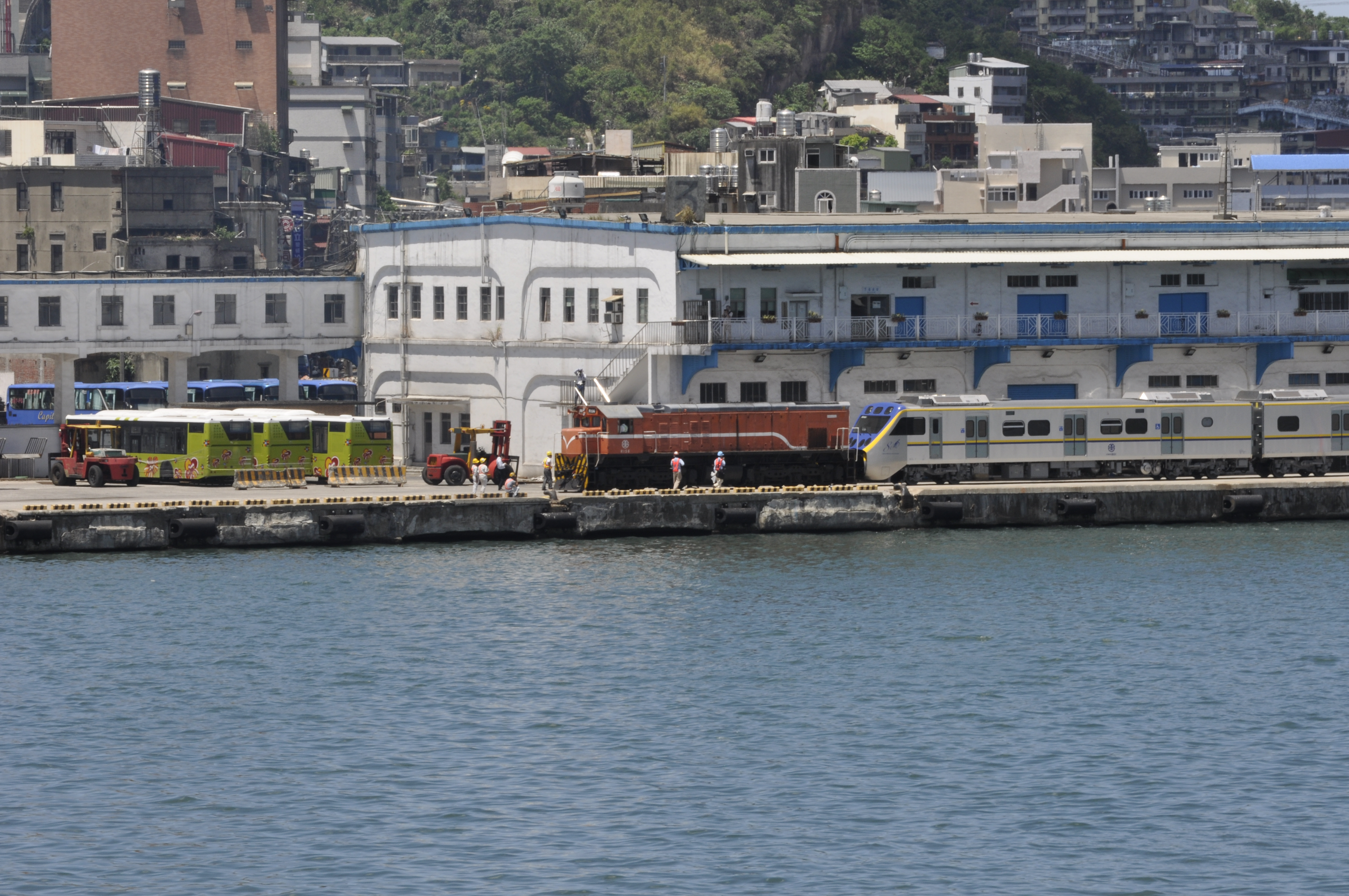
XMQ6120AGD5とEMU800

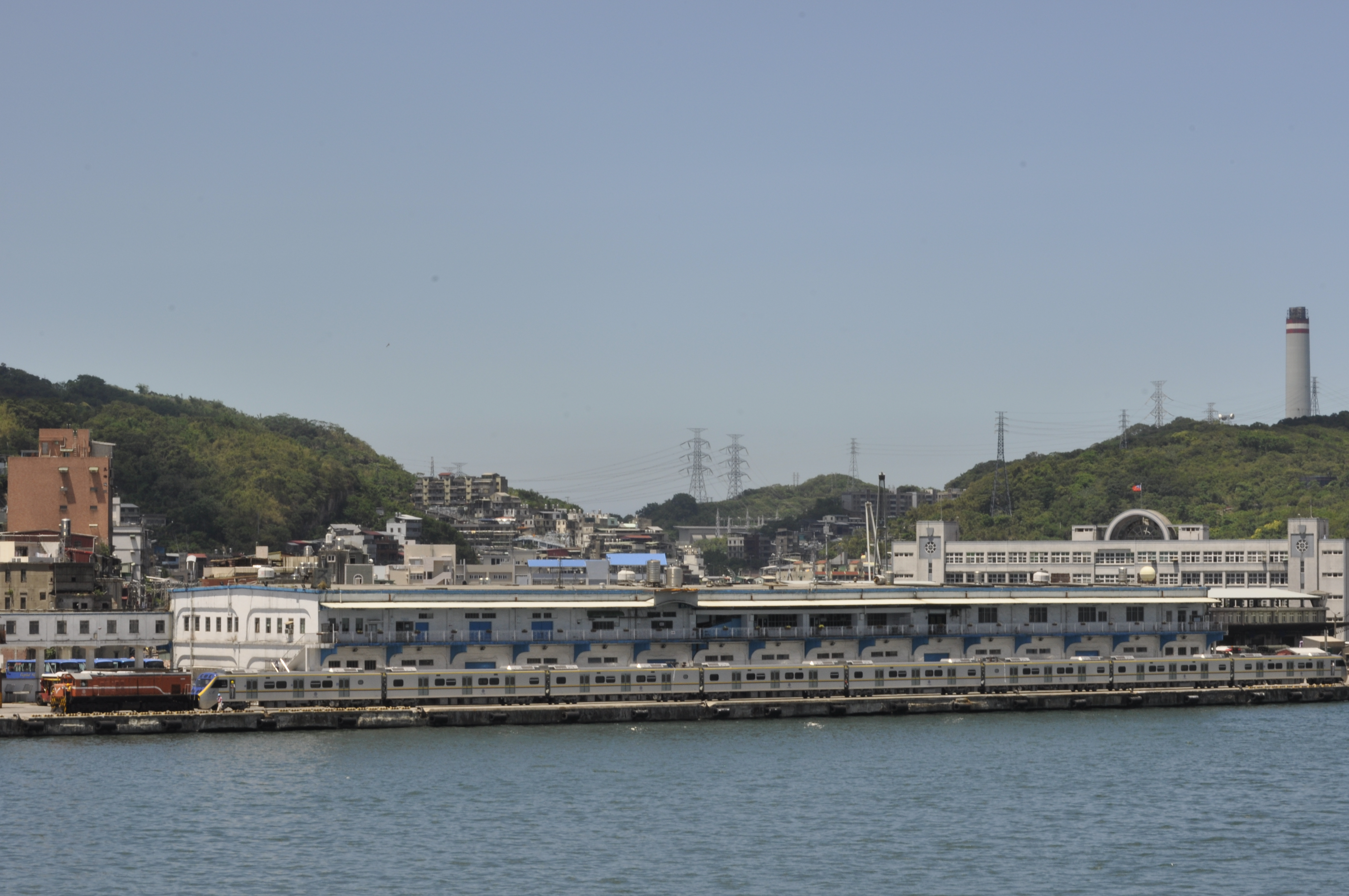
第1編成

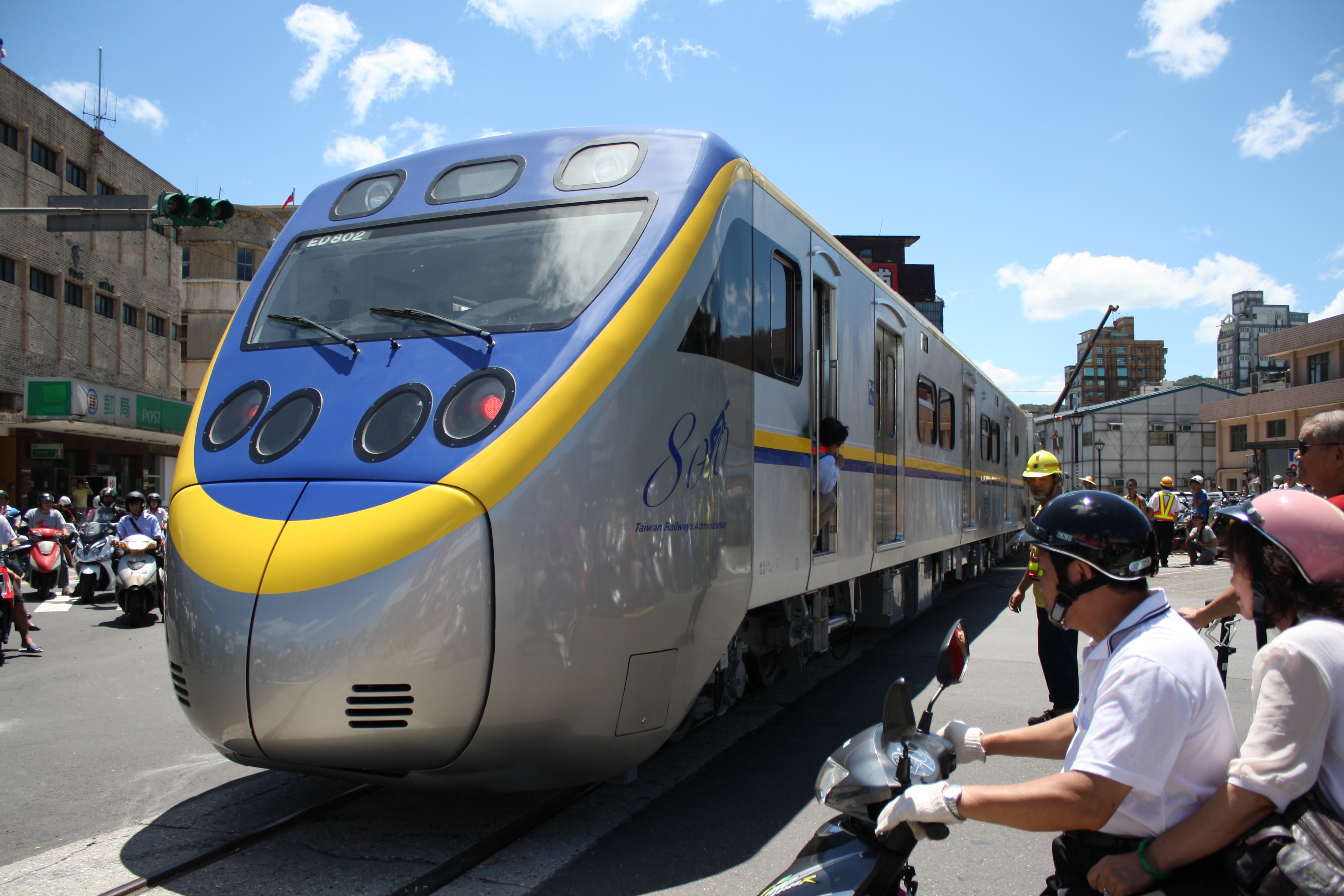
第1編成、基隆港へ

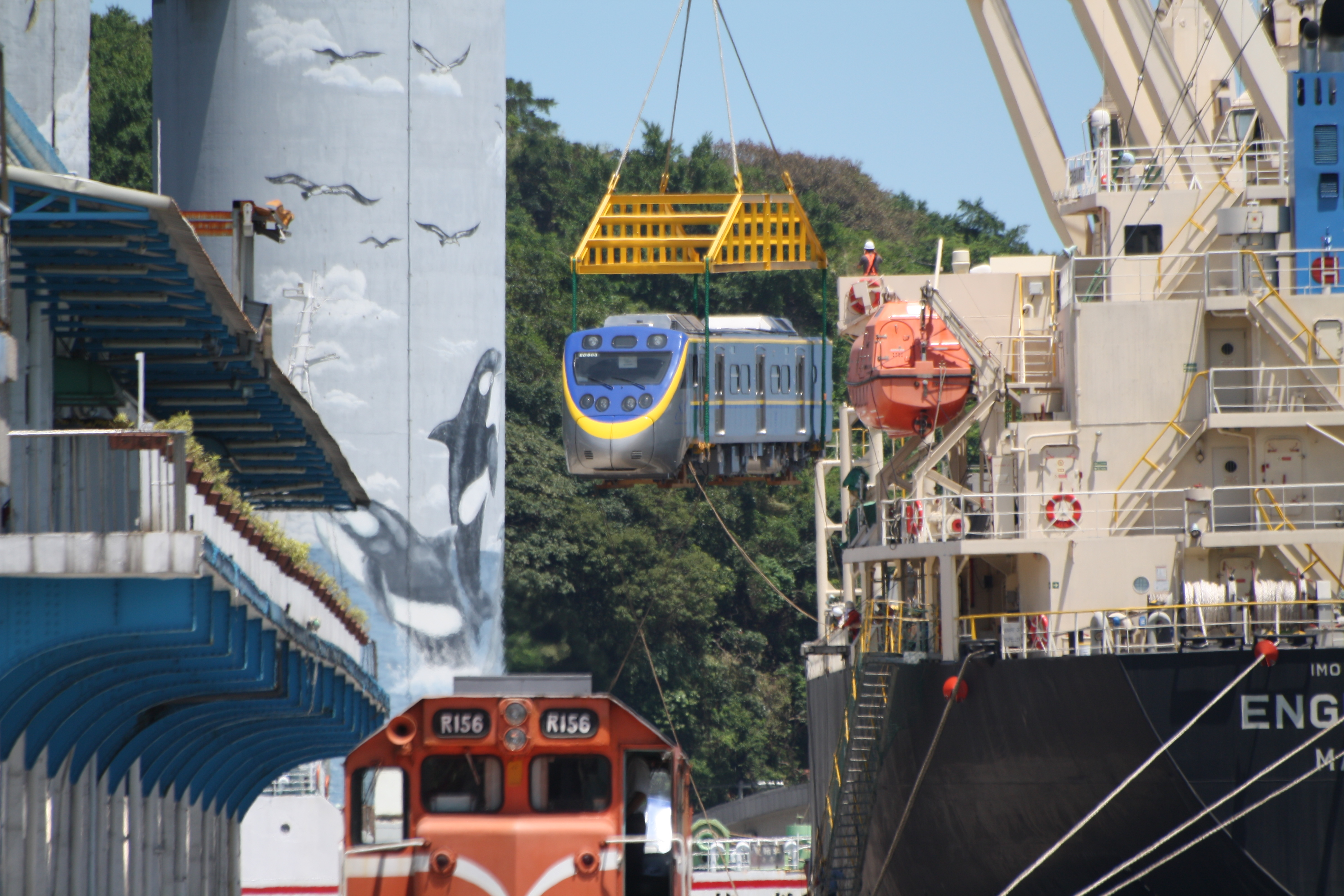
ED803

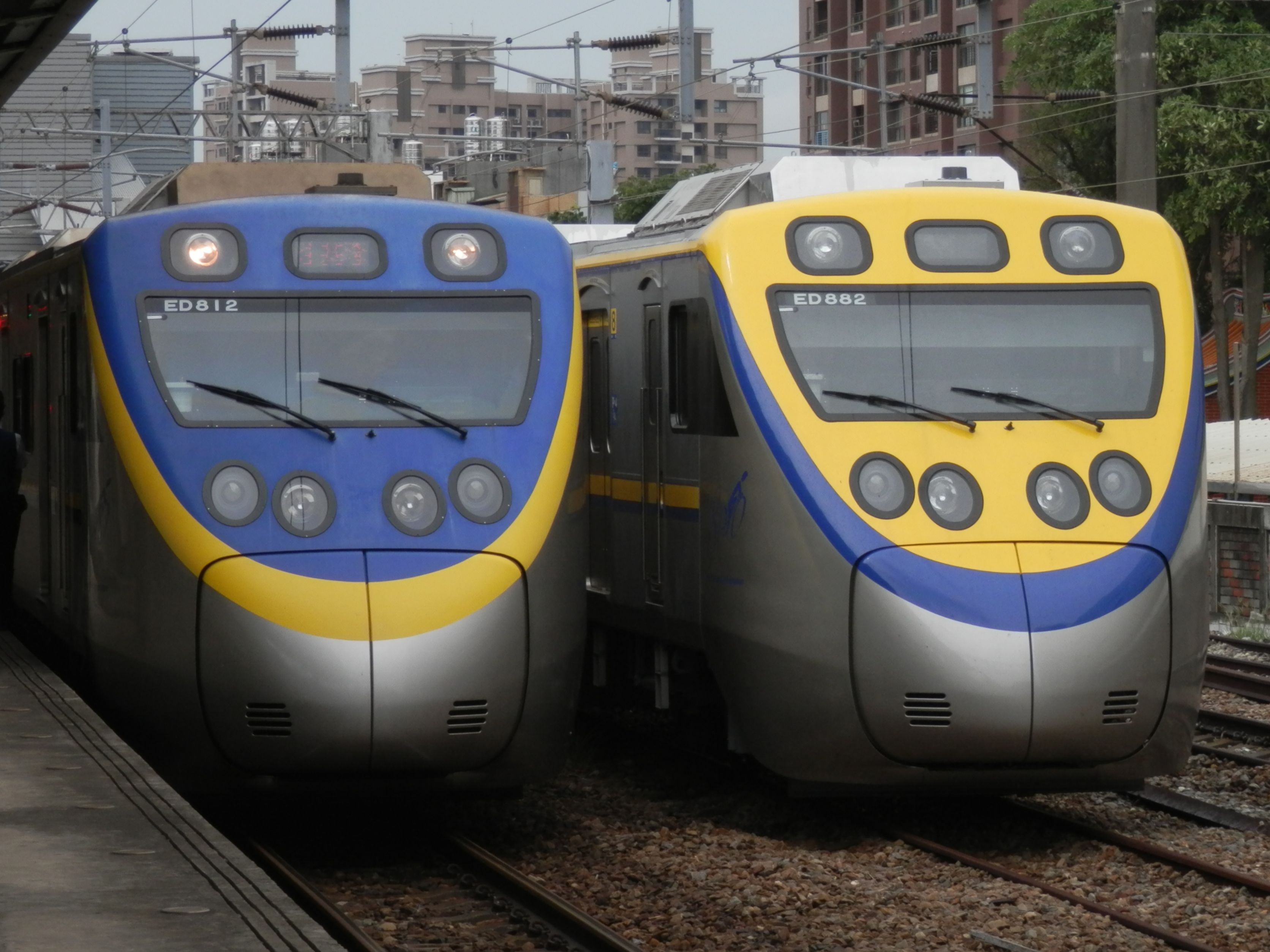
竹北駅で従来車と並ぶ7次車(右)

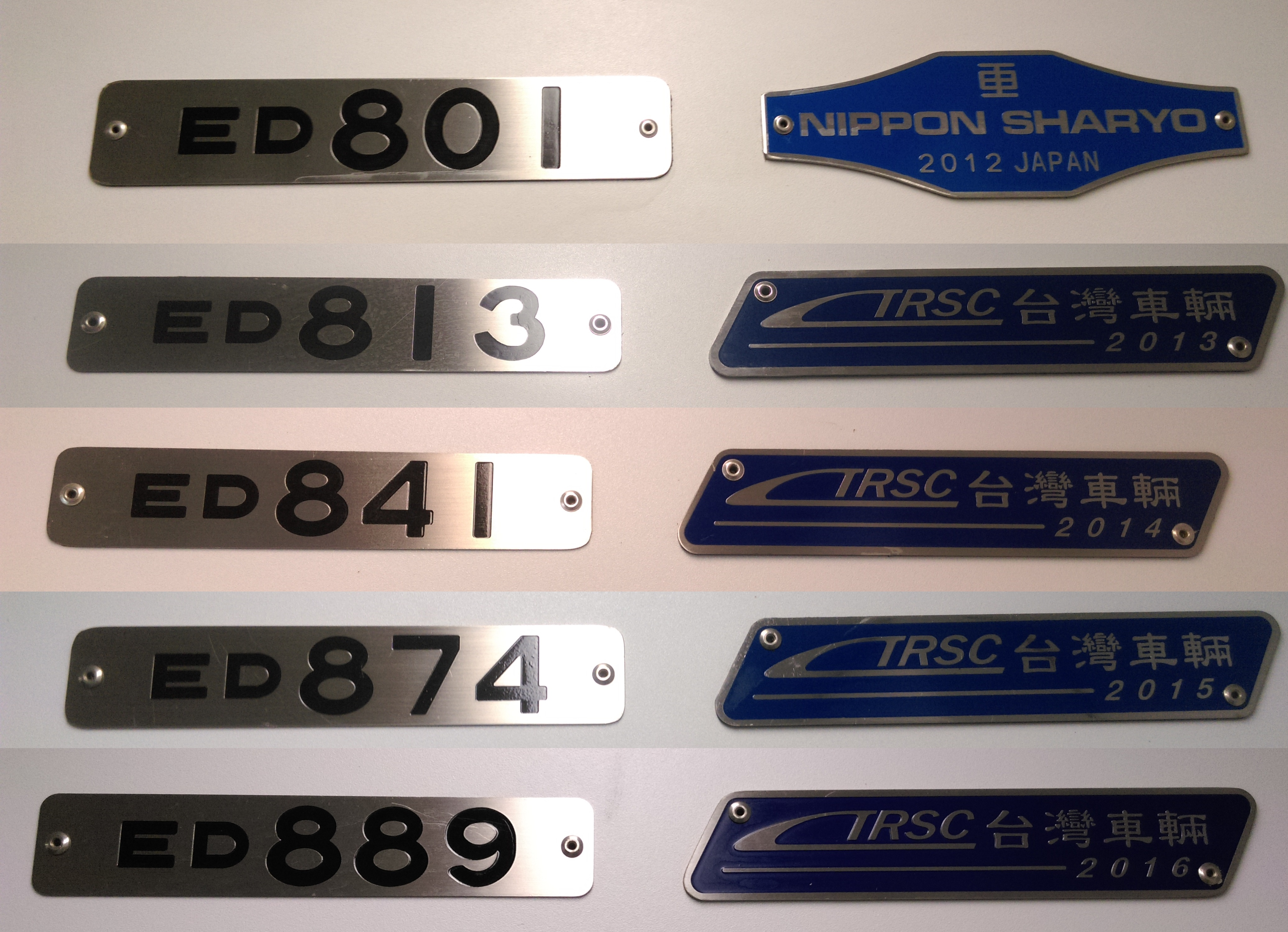
台湾鉄路公司EMU800製造銘板

EMU800型は当初、2007年に5月提出された以下の316両の電車購入案に端を発する。
- 台鉄都会区捷運化と対象地区における新駅建設計画（基隆 - 苗栗間）による通勤電車の増備分176両
- 台鉄が台北駅2面のホームと東側の複線を台湾高鉄へ引き渡したために同駅発着列車の高性能化に要する112両
- 台鉄内湾・六家線電化・延伸に伴う増備車分の12両
- 台鉄沙崙線開業に伴う増備車購入16両

その他、原案には「東部幹線向け通勤型及び長距離型旅客列車購入計画」で54両の通勤気動車購入予定であったが、入札過程は順調とはいえず、通算6度入札が流れ、後に入札予定の316両の通勤型電車の予算と合わせて370両に増やした入札案が2009年に公示された。しかし、通貨安などで金額で折り合いがつかず落札者が現れなかったり台鉄側が数度に渡る公示案改訂を重ね、原材料価格の高騰などもあり、296両に減らされた。
その後、2011年1月の第10回公示で唯一応札していた台湾車輛が総額154億3,900万台湾ドルで落札し、台湾車輛の出資者でもある日本車輌製造が2編成16両の量産先行車を受託製造する ことになった。8編成64両は区間快車として、残り29編成232両は区間車として運行されている。

## 設計
当形式は設計上、EMU700型と同じ1組4両を連結した2組8両固定編成であるが、ユニット構成などはTEMU1000型（太魯閣号）に準じる(ED+EMA+EP+EMB+EMB+EP+EMA+ED)ものとなる。
外観は台鉄の現行保有の電車とは随所が異なる。まず、先頭車両はTEMU1000型と似た流線形の形状で、通勤車としては初の採用となる。また、乗務員用扉が追加される。また営業最高速度は130km/h、設計最高速度は140km/hとなっている。
内装面では当初計画で1編成あたり最高1,469名の乗客を輸送できるよう、座席配置はEMU700型に準じたセミクロスシートとなるが、クッションの材質などは着席時の快適性を高めている。座席は台湾の佳豊機械設計工業が納入している。
7次車となるEMU881以降は先頭車を除く6両がオールロングシートに変更され、塗装も黄色と青の配置が逆となった。1、3、6、8号車にはトイレが、1、8号車はバリアフリー対応施設（折りたたみ式おむつ交換台も備えた身障者用トイレと車椅子止め）や最高8台の自転車置き場（1両あたり最大4台分）が設置される。また、車内ドア上にはEMU600型でも採用されている液晶モニタによる列車情報案内装置がある。

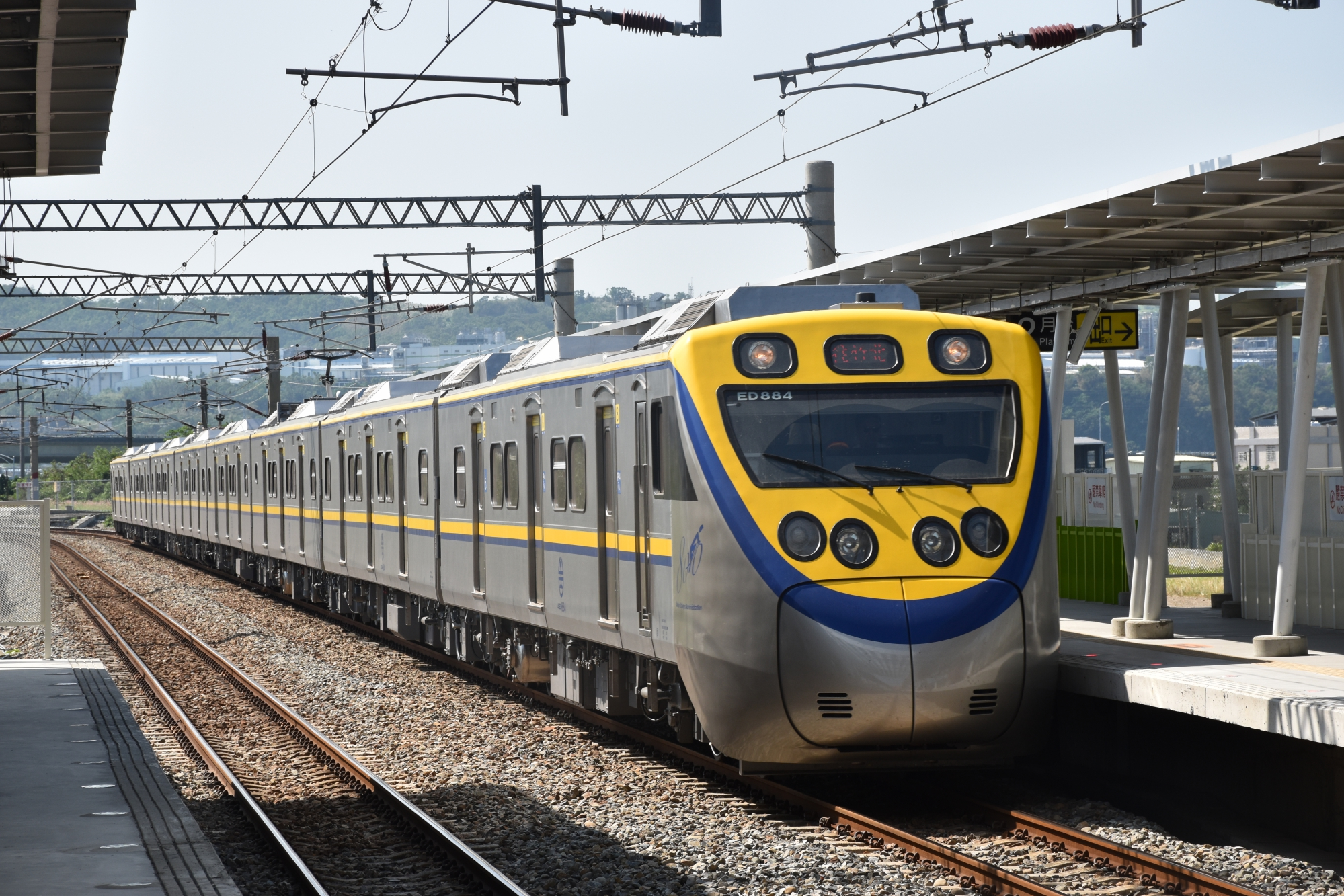
試運転中の7次増備車
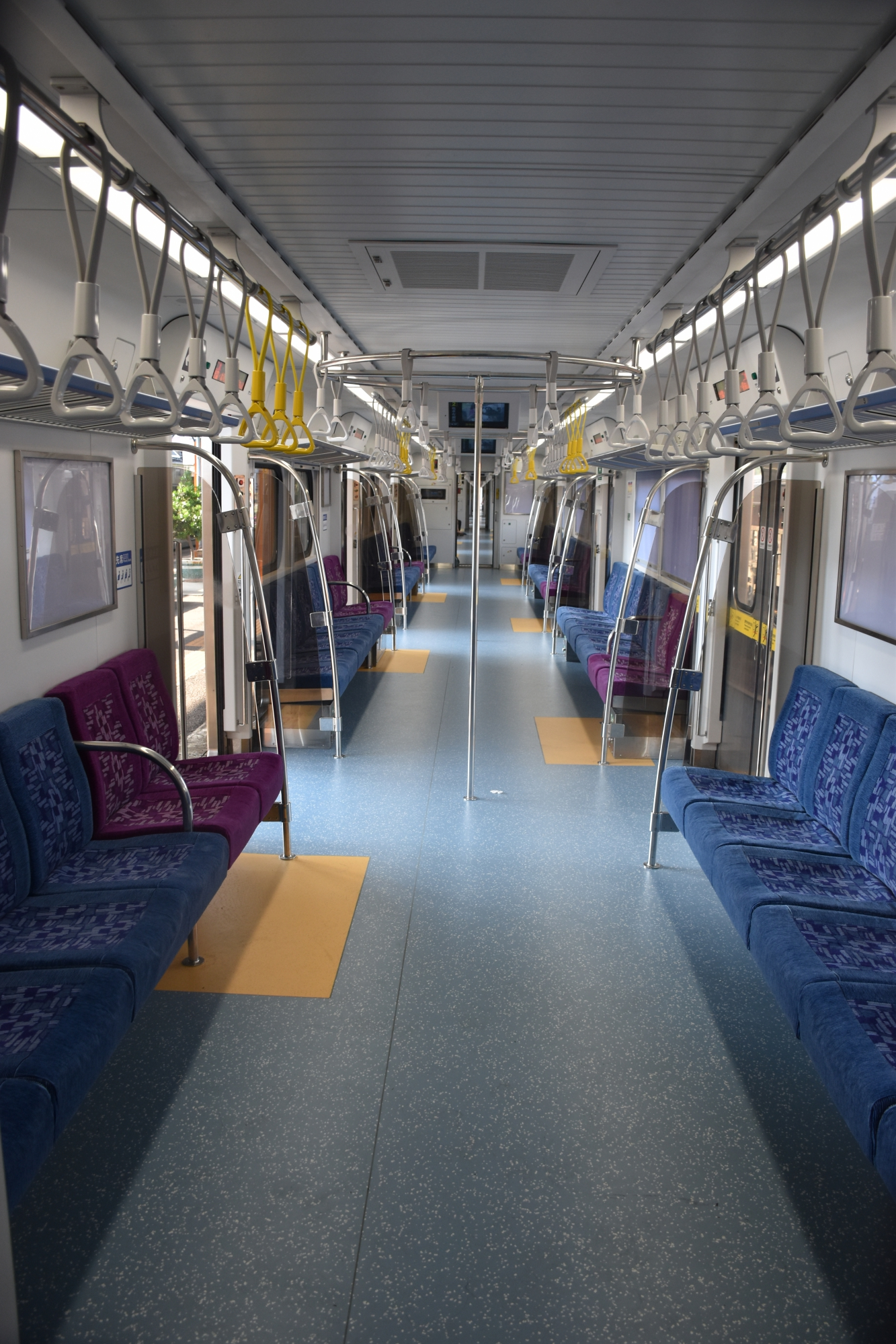
オールロングシートの増備車中間車車内

### 編成
|               | EMU800← （逆行）←←屏東、高雄、台中、新竹七堵、基隆、宜蘭、蘇澳→→（順行） → |               |             |               |               |             |               |              |
| 号車          | 1                                                                          | 2             | 3           | 4             | 5             | 6           | 7             | 8            |
| パンタグラフ  |                                                                            |               | ＞          |               |               | ＜          |               |              |
| 形式          | 45ED800 (Tc)                                                               | 50EMA800 (M1) | 45EP800 (T) | 50EMB800 (M2) | 50EMB800 (M2) | 45EP800 (T) | 45EMA800 (M1) | 45ED800 (Tc) |
| 座席定員      | 16                                                                         | 56            | 48          | 56            | 56            | 48          | 56            | 16           |
| 乗車定員(p12) | 139                                                                        | 169           | 163         | 169           | 169           | 163         | 169           | 139          |
| その他設備    | 乗,,                                                                       |               | WC          |               |               | WC          |               | 乗,,         |
| 搭載機器      | CP                                                                         | VVVF,Rc,SIV   | CP,Mtr,VCB  | VVVF,Rc,SIV   | VVVF,Rc,SIV   | CP,Mtr,VCB  | VVVF,Rc,SIV   | CP           |
| 自重(t)(p12)  | 40.8                                                                       | 39.6          | 42.01       | 40.0          | 40.0          | 42.01       | 39.6          | 40.8         |

範例
- VVVF：主制御器（VVVFインバータ装置）
- Rc：コンバータ装置
- Mtr：主変圧器
- VCB：真空遮断器
- SIV：静止形インバータ
- CP：空気圧縮機
- 乗：列車長及び乗務員室
- WC：便所
- ：バリアフリー施設（座席及び便所）
- ：自転車搭載設備

### 編成一覧
|        |        | ← 新竹、台中、高雄台北、七堵、基隆 → |        |        |       |        |       |     |     |
| ED800  | EMA800 | EP800                                | EMB800 | EMB800 | EP800 | EMA800 | ED800 |     |     |
| 第一次 | 1      | 801                                  | 801    | 801    | 801   | 802    | 802   | 802 | 802 |
| 第一次 | 2      | 803                                  | 803    | 803    | 803   | 804    | 804   | 804 | 804 |
| 第二次 | 3      | 805                                  | 805    | 805    | 805   | 806    | 806   | 806 | 806 |
| 第二次 | 4      | 807                                  | 807    | 807    | 807   | 808    | 808   | 808 | 808 |
| 第二次 | 5      | 809                                  | 809    | 809    | 809   | 810    | 810   | 810 | 810 |
| 第二次 | 6      | 811                                  | 811    | 811    | 811   | 812    | 812   | 812 | 812 |
| 第二次 | 7      | 813                                  | 813    | 813    | 813   | 814    | 814   | 814 | 814 |
| 第二次 | 8      | 815                                  | 815    | 815    | 815   | 816    | 816   | 816 | 816 |
| 第二次 | 9      | 817                                  | 817    | 817    | 817   | 818    | 818   | 818 | 818 |
| 第三次 | 10     | 819                                  | 819    | 819    | 819   | 820    | 820   | 820 | 820 |
| 第三次 | 11     | 821                                  | 821    | 821    | 821   | 822    | 822   | 822 | 822 |
| 第三次 | 12     | 823                                  | 823    | 823    | 823   | 824    | 824   | 824 | 824 |
| 第三次 | 13     | 825                                  | 825    | 825    | 825   | 826    | 826   | 826 | 826 |
| 第三次 | 14     | 827                                  | 827    | 827    | 827   | 828    | 828   | 828 | 828 |
| 第三次 | 15     | 829                                  | 829    | 829    | 829   | 830    | 830   | 830 | 830 |
| 第三次 | 16     | 831                                  | 831    | 831    | 831   | 832    | 832   | 832 | 832 |
| 第四次 | 17     | 833                                  | 833    | 833    | 833   | 834    | 834   | 834 | 834 |
| 第四次 | 18     | 835                                  | 835    | 835    | 835   | 836    | 836   | 836 | 836 |
| 第四次 | 19     | 837                                  | 837    | 837    | 837   | 838    | 838   | 838 | 838 |
| 第四次 | 20     | 839                                  | 839    | 839    | 839   | 840    | 840   | 840 | 840 |
| 第四次 | 21     | 841                                  | 841    | 841    | 841   | 842    | 842   | 842 | 842 |
| 第四次 | 22     | 843                                  | 843    | 843    | 843   | 844    | 844   | 844 | 844 |
| 第四次 | 23     | 845                                  | 845    | 845    | 845   | 846    | 846   | 846 | 846 |
| 第五次 | 24     | 847                                  | 847    | 847    | 847   | 848    | 848   | 848 | 848 |
| 第五次 | 25     | 849                                  | 849    | 849    | 849   | 850    | 850   | 850 | 850 |
| 第五次 | 26     | 851                                  | 851    | 851    | 851   | 852    | 852   | 852 | 852 |
| 第五次 | 27     | 853                                  | 853    | 853    | 853   | 854    | 854   | 854 | 854 |
| 第五次 | 28     | 855                                  | 855    | 855    | 855   | 856    | 856   | 856 | 856 |
| 第五次 | 29     | 857                                  | 857    | 857    | 857   | 858    | 858   | 858 | 858 |
| 第五次 | 30     | 859                                  | 859    | 859    | 859   | 860    | 860   | 860 | 860 |
| 第六次 | 31     | 861                                  | 861    | 861    | 861   | 862    | 862   | 862 | 862 |
| 第六次 | 32     | 863                                  | 863    | 863    | 863   | 864    | 864   | 864 | 864 |
| 第六次 | 33     | 865                                  | 865    | 865    | 865   | 866    | 866   | 866 | 866 |
| 第六次 | 34     | 867                                  | 867    | 867    | 867   | 868    | 868   | 868 | 868 |
| 第六次 | 35     | 869                                  | 869    | 869    | 869   | 870    | 870   | 870 | 870 |
| 第六次 | 36     | 871                                  | 871    | 871    | 871   | 872    | 872   | 872 | 872 |
| 第六次 | 37     | 873                                  | 873    | 873    | 873   | 874    | 874   | 874 | 874 |
| 第七次 | 38     | 881                                  | 881    | 881    | 881   | 882    | 882   | 882 | 882 |
| 第七次 | 39     | 883                                  | 883    | 883    | 883   | 884    | 884   | 884 | 884 |
| 第七次 | 40     | 885                                  | 885    | 885    | 885   | 886    | 886   | 886 | 886 |
| 第七次 | 41     | 887                                  | 887    | 887    | 887   | 888    | 888   | 888 | 888 |
| 第七次 | 42     | 889                                  | 889    | 883    | 889   | 890    | 890   | 890 | 890 |
| 第七次 | 43     | 891                                  | 891    | 891    | 891   | 892    | 892   | 892 | 892 |

## 配備計画
当形式は43編成86組344両(EMU801+802～EMU885+886)の通勤型電車として配備され、EMU700型の調達計画に準じて、まずプロトタイプとして日本車輌製造が2編成16両の量産先行車（EMU801+802、EMU803+804）を製造した。
その後、台湾車輛が日本車輌製造と提携して残りの41編成328両（EMU805+806～EMU885+886）の現地組み立てを担当している。配備直前に日本車輌製造担当の量産先行車が（台鉄との）仕様協定と異なることが発覚（後述）したために落成が延期されて2013年春節シーズン前とした当初の営業運転時期が未定となり、台湾国内で組み立てる残りの編成の落成も遅れる見込みとなった。
2013年6月にこの協定違反問題は解決し、2編成16両の量産先行車が同年7月に落成し2014年1月2日より営業運転に投入開始された。また量産車7編成56両は2013年8月に落成し、2014年の旧正月シーズンに営業運転される運びとなっている。残りは2015年内に順次落成、2016年上半期に全編成が営業運転に投入の予定。
全編成が配備されると、西部幹線での区間車が大幅に増発され、莒光号は運行区間を縮小し、南迴線と花東線向けや観光列車や団体列車として使われる予定である。
また他の電化区間では、区間快車に代わって運用され、また性能面で見劣りするEMU400型電車や、車齢の高いDR2700型を置き換えた。さらに、SP/SPK系列のキョ光号/復興号車両を随時置き換える予定である。

## 近況
2012年6月末、台鉄が直前に訪日し日本車輌製造担当の量産先行車製造現場を監察した報告書を情報源とした報道によると、ブレーキ系統が当初の協約で記載されていたドイツメーカー製パッドではなく、日本メーカー製が使われており、部品の規格も異なっていた。このため台鉄側は日本車輌製造側に、「工程を変更しない場合、車両の品質認証がなされない恐れがある。」と警告した。このため、2012年9月を予定していた量産先行車の落成が遅れる見通しとなった。台鉄側は、本来の落成期限を過ぎた場合、日数に応じて違約金が生じるとしている。
2012年7月下旬、先頭車が青く塗装されているところに白の連結器カバーがなされた日本車輛の製作現場の画像がネット上に出回り、「阿福（スネ夫）号」と呼ばれるEMU700型のものに類する強い印象を与えたため、ネットユーザーの間では「伏冒号」、「福冒（風邪をひいた阿福=スネ夫）号」(台湾ではグラクソ・スミスクライン社の伏冒（風邪薬）が有名で、風邪マスクをしているように見えるため。)、「卡卡西（かかし）号」(『NARUTO -ナルト-』の登場人物・はたけカカシがマスクをしているため)と呼ばれた。台鉄側は画像を確認したうえで当形式であると認めたが、連結器部分は重ね塗装が未完成であり、最終塗装がなされる前段階の途中の一時的な外観に過ぎないと一蹴した。
その後、外観が明らかとなり、先頭部の塗り分けが微笑んだ口の形に見えることから、「微笑号」の愛称が付いている。
2012年9月4日、ある立法委員が「台湾車輛が当形式の協約違反による巨額の違約金支払いのため倒産の危機に瀕し、連鎖的に親会社の唐栄鉄工廠にも波及しかねない。経済部が介入に消極的であるため、放置しておくと事態が悪化する」と指摘した。台湾車輛側は公式サイトにおいて企業運営が全て正常であること、落札事案はの進行が順調である旨の声明を出した。声明の翌日に経済部は「交通部、台鉄、台湾車輛、台湾銀行、唐栄鉄工廠がこの問題の解決に共同で対処しており、経済部としても協調する。」と表明している。
2012年9月5日、立法委員が再度公表した資料によると、2011年初頭に台湾車輛が落札後、同年4月の設計コンセプト初回審査でブレーキパッド調達の優先順位について、入札原案にも記載されていた樹脂合成(レジンモールド材)としており、その仕様を満たしたクノールブレムゼ社製を調達する計画であった。焼結材（紛体冶金）の使用ブレーキパッドについては特に記載がなかった。このため台鉄側が優先順位で2番目にしていた日本のナブテスコに変更を希望したものの、台鉄側との同意を得ておらず、落成期限が迫っていた中で焼結材による部品の変更に踏み切った。後日行われた台鉄側の量産先行車製造現場監察時にこのことが発覚し、協約を巡る争議の引き金となった。
9月14日の2編成の納入期限にも影響し、納入遅れの違約金とは関係なく入札企業が納める保証金15億台湾ドルが没収されると資本金を超過するため台湾車輛が倒産に直結する財務危機に発展しかねない事態となっている。（協約違反はメーカー変更についてではなく、あくまで仕様変更）
2012年9月14日、当形式の納入期限を過ぎたため、台鉄は台湾車輛から違約金1日当たり70万台湾ドルを請求することになった。納入が遅れる日数に応じて違約金は加算されるが、これは引渡しが完了するまで続く。
2012年10月25日、台鉄と台湾車輛は公共事業委員会の監督の下で調停に参加することとなった。
2013年7月30日、台鉄は当形式の外観と内装を公表するとともに、最初の量産先行車2編成が翌月下旬に台湾に上陸し、完成検査後を経て2014年旧正月に営業運転を開始すると表明した。
2013年8月27日、量産先行車（第1編成と第2編成）を積載した日本からの輸送船「ENGKANTO」が基隆港に入港。陸揚後に七堵駅まで甲種輸送される。
2017年夏より、JR四国と台湾鉄路管理局において、同名駅の松山を縁に締結した鉄道友好協定1周年を記念して、当形式とJR四国8000系電車の塗装を交換したラッピング車両を双方で走らせることが発表された。
- EMU800型電車のJR四国8000系電車ラッピング仕様
- ラッピングの元になったJR四国8000系電車

2014年6月以降の納入・運用開始状況は以下の通り。
2014年6月9日、EMU841+842が納車
2014年6月17日、EMU843+844が納車
2014年7月11日、EMU845+846が納車
2014年7月23日、EMU841+842の運用開始
2014年7月30日、EMU843+844の運用開始
2014年8月25日、EMU847+848が納車
2014年9月16日、EMU849+850が納車
2014年10月2日、EMU847+848の運用開始
2014年10月17日、EMU849+850の運用開始
2014年11月13日、EMU855+856が納車
2014年11月28日、EMU857+858が納車
2014年12月2日、EMU853+854の運用開始
2014年12月15日、EMU859+860が納車
2014年12月31日、EMU857+858の運用開始
2015年1月10日、EMU861+862が納車
2015年1月23日、EMU859+860の運用開始
2015年2月25日、EMU863+864が納車
2015年3月17日、EMU865+866が納車
2015年4月2日、EMU863+864の運用開始
2015年4月7日、EMU867+868が納車
2015年4月24日、EMU869+870が納車
2015年4月26日、EMU865+866の運用開始
2015年5月12日、EMU871+872が納車
2015年5月29日、EMU873+874が納車。これにより、予定全車両の納入完了となった。
2015年6月28日、EMU873+874 試運転完了、同日運用開始
2016年8月19日、EMU881+882納車

## 配属の機務段
- 新竹機務段
- 彰化機務段（中国語版）
- 嘉義機務段（中国語版）